# Bernardo Horta
Bernardo Horta de Araújo foi um político, jornalista e farmacêutico, mais conhecido como Bernardo Horta (Itapemirim, 20 de fevereiro de 1862 — Rio de Janeiro, 20 de fevereiro de 1913).
Era filho do também político, José Feliciano Horta de Araújo.

## Vida pessoal e política
Bernardo Horta de Araújo nasceu em Itapemirim, em 1862, sendo filho , José Feliciano Horta de Araújo, e neto materno do Barão de Itapemirim, importantes políticos do  Partido Liberal (Império do Brasil) na província do Espírito Santo.
Formou-se em farmácia em 1882, na cidade de Ouro Preto. De volta à província, passou a morar em Cachoeiro de Itapemirim, onde abriu uma farmácia e iniciou militância política no movimento republicano, mesmo seu pai sendo importante membro do Partido Liberal. Foi um dos fundadores do primeiro clube republicano do Espírito Santo, em 1887.
Passou a editar o jornal O Cachoeirano, um dos principais da província, após a conversão do periódico à causa da República. Concorreu a uma cadeira de deputado geral em 1889, sendo derrotado pelo liberal Leopoldo Cunha.
Com a Proclamação da República do Brasil, apoiou inicialmente o governo de Afonso Cláudio de Freitas Rosa, como um dos vice-governadores do estado. Rompido com o governador, acusando-o de se aproximar de antigos monarquistas, sobretudo José de Melo Carvalho Muniz Freire, renunciou ao cargo no ano seguinte. E, por ironia, juntamente com antigos monarquistas, como o Barão de Monjardim, e alguns republicanos dissidentes, fundou um partido de oposição intitulado União Republicana Espírito Santense, que passaria a rivalizar por cinco anos com o Partido Republicano Construtor, criado posteriormente para apoiar o governo de Afonso Cláudio de Freitas Rosa, sendo liderado pelo mesmo José de Melo Carvalho Muniz Freire, justamente quem tanto acusava de influenciar seu ex-aliado.
Em 1891, devido à reviravolta na política capixaba, com a demissão o governador Henrique Coutinho pelo ministro Henrique Pereira de Lucena (Barão de Lucena), seu grupo foi alçado ao poder no estado. Desse modo, foi eleito naquele mesmo ano deputado estadual constituinte, unanimemente formada por correligionários de seu partido. Ainda em 1891, perdeu seu mandato com a renúncia de Deodoro, juntamente com os demais correligionários, e a Constituição Estadual de 1891 foi dissolvida. 
A partir de então, de volta à oposição, passou a fazer duras críticas aos adversários governistas, os quais eram liderados por José de Melo Carvalho Muniz Freire, no Partido Republicano Construtor. 
Em 1896 foi derrotado por Graciano dos Santos Neves nas eleições para presidente do estado. Em âmbito municipal, foi eleito vereador do Conselho Municipal de Cachoeiro de Itapemirim, tendo governado o município por duas vezes. Em 1899, por mediação de seu tio, Siqueira Lima, se alia ao grupo liderado por José de Melo Carvalho Muniz Freire, o que lhe permitiu ser incluído na chapa oficial do partido governista nas eleições à Câmara Federal, de 1903. 
Em 1905 apoiou o então Senador José de Melo Carvalho Muniz Freire na dissidência aberta com o presidente do estado Henrique Coutinho. No ano seguinte, nas controversas eleições de 1906, foi reeleito deputado federal após contestar sua derrota na Comissão verificadora dos poderes, na Câmara dos Deputados. Naquela ocasião, toda a chapa governista havia sido preterida pela chapa dissidente do partido, sendo encabeçada por  José de Melo Carvalho Muniz Freire. 
Já sob outro contexto político no estado, mediante a fundação do Partido Republicano Espírito Santense liderado por Jerônimo de Sousa Monteiro, foi reeleito para seu último mandato, em 1909. Em 1912, por se opor ao nome de Marcondes Alves de Sousa à presidência do estado, foi excluído da chapa do partido. 
Endividado, viúvo, doente, cometeu suicídio exatamente no dia de seu aniversário, em 1913, no Rio de Janeiro.